# Токко
„Специална висша полиция“ (на японски: 特別高等警察, Токубецу Кото Кеисацу), често в съкратен вариант „Токко“ (特高), представлява полицейско формирование в Япония.
Създадена е през 1911 г. с цел да разследва политически групи и идеологии, които могат да се приемат за заплаха на обществения ред. Основната и функция е да бъде еквивалент на военната полиция на флота и армията (съответно Токкетай и Кемпейтай). Токко е още известна и като „Полиция на мира“ (治安警察, Чиан Кейсацу) или „Полиция на мисълта“ (思想警察, Шисо Кейсацу).

## История
Повод за създаването на Токко е инцидентът от 1910 г., при който група социалисти и анархисти правят опит за убийството на император Мейджи. (виж. Инцидент от 1910 година). Полицията е под ръководството на министерството на вътрешните работи. Обстоятелства като Руската революция, Оризовите бунтове от 1918 г., стачките и недоволството на работническото движение, както и Самилското въстание в Корея, водят до драстично разширяване на Токко по време на правителството на Хара Такаши и неговите наследници. Задачата и е да се бори главно с анархизма, комунизма и социализма, както и с нарастващия брой чужденци в Япония. Впоследствие нейното поле на действие включва религиозни групи, пацифисти, студенти, либерали и крайно десни елементи.
След приемането на Закона за запазване на мира от 1925 г., правомощия на Токко са значително разширени, като се създават клонове във всяка префектура, главен град и места в чужбина с голям брой японци (включително Шанхай, Лондон и Берлин). В края на 1920 и 1930 г., започва масирана кампания за унищожаване на Японската комунистическа партия (виж. Инцидент от 15 март) включваща масови арести на симпатизанти и предполагаеми членове.
Токко е съставена от пет отдела (Специална полицейска работа, Наблюдение над чужденци, Корейци в Япония, Трудови взаимоотношения, Цензура и Арбитраж). През 1927 г. е добавен и подотдел към бюрото за криминални разследвания. Задачата му е да проучва и да се бори с подривни идеологии. Използват се униформени и цивилни служители, както и много информатори. Информаторите се внедряват в заподозрените организации и често са доброволци от Тонаригуми (隣組, Съседска организация). Също така се подслушват телефони и радио предавания вътре и извън Япония.
В периода до 1936 г., Токко арестува 59 013 души, от които 5000 са изправени пред съда, половината от тях са осъдени на затвор. Подложени на изтезания, тези хора правят самопризнания, които впоследствие преправят, докато не се одобрят от разпитващите ги. През 1945 г. Специалната висша полиция е закрита със заповед на американските окупационни власти.